# Киевский скоростной трамвай
Киевский скоростной трамвай (укр. Київський швидкісний трамвай) — система скоростного трамвая в городе Киеве, Украина.
Первая линия трамвая была запущена 30 декабря 1978 года и стала первой транспортной системой этого вида в СССР. Вторая линия была открыта в 2000 году, затем, после закрытия в 2009-м, вновь запущена 24 октября 2012 года.
Скоростной трамвай создавался по инициативе учёного-инженера Владимира Веклича и начальника киевского трамвайно-троллейбусного управления Василия Дьяконова.

## Первая (правобережная) линия

### История
В середине 1960-х годов в Киеве началось активное строительство жилищного массива Борщаговка, вследствие чего возникла потребность в организации маршрута городского транспорта к центру города с провозной способностью около 16—17 тысяч пассажиров в час в одном направлении. Рассматривалось два варианта решения этой задачи: совмещённый трамвайно-автобусный маршрут и новаторское предложение Владимира Веклича — троллейбусные поезда из трёх машин, работающих по его системе (решение экологичное и менее шумное).
К началу 1970-х годов из-за расширения географии строительства к новому маршруту были повышены требования по провозной способности до 25 тысяч человек в час в одном направлении. Рентабельного решения для организации маршрута с такой провозной способностью в СССР в то время не существовало, а для строительства линии метро необходима была потребность в пассажиропотоке 40 тысяч чел./час.
Идея строительства первой в СССР линии скоростного трамвая возникла после участия представителей от УССР Владимира Веклича и Василия Дьяконова в 37-м конгрессе Международного союза общественного транспорта, который проходил в Барселоне (Испания) в мае 1967 года. Во время поездки они ознакомились с преимуществами скоростного трамвая и, вернувшись домой, в отчёте о командировке рекомендовали построить такую линию в Киеве. Их рекомендации были рассмотрены и поддержаны на коллегии МЖКХ УССР и реализованы в постановлении Совета Министров СССР № 538 от 13 июля 1970 года. Особенно полезной стала их четвёртая совместная командировка в декабре 1970 года в Брюссель, где они ознакомились с опытом эксплуатации одной из самых современных на то время линий скоростного трамвая, что было обобщено в отчетах и книге. Несмотря на активное заимствование зарубежного опыта, большинство примененных технических решений разрабатывались в Киеве, так как не было даже элементной базы для создания аналогов западной автоматики. Решение о проведении таких работ в НИКТИ ГХ было принято на коллегии министерства жилищно-коммунального хозяйства УССР в 1973 году. На этой же коллегии Веклич В. Ф. был утверждён в должности директора НИКТИ ГХ. Как руководитель КТТУ, Василий Дьяконов занимался общим руководством проекта, а Владимир Веклич, как директор НИКТИ ГХ, руководил его технической частью. Проект линии разработан специалистами «Киевпроекта» под руководством Марии Савченко. В настоящий момент ветераны КТТУ ставят перед киевской администрацией вопрос о присвоении Киевскому скоростному трамваю имени Василия Кирилловича Дьяконова.
Первая линия Киевского скоростного трамвая начала строиться в 1975 году и 30 декабря 1978 года была сдана в эксплуатацию. Полностью наземная и полностью обособленная линия от вокзала на Борщаговку имела развилку на конце и два маршрута — № 1 и 3. На линии удалось достичь средней скорости 28,7 км/ч, что почти в 1,8 раза выше, чем на линиях обычного трамвая. Впервые в СССР на скоростном трамвае использовались 2-х и 3-вагонные поезда с управлением по системе многих единиц, к сожалению, состоящие из малопригодных для скоростной эксплуатации устаревших вагонов чехословацкого производства Tatra T3SU. Закупить более современные вагоны ЛМ-68М или Tatra T5B6 не удалось.
Согласно тогдашним планам, линия должна была продолжаться от площади Победы до Красноармейской улицы, затем тоннелем до площади Леси Украинки и площади Героев Великой Отечественной войны, в перспективе — через Мост Патона на Левый берег. Пересадочные станции скоростного трамвая с метрополитеном были запланированы на станциях «Красноармейская» (ныне — «Дворец „Украина“») и «Площадь Леси Украинки» (ныне — «Печерская»).
1 февраля 1975 года была введена в строй первая очередь (4 км) (маршрут № 3 Вокзал — Редукторный завод).
1 января 1977 года открыт маршрут № 1 Дворец Спорта — улица Семьи Сосниных (современное название станции — улица Зодчих) протяженностью 13 км.
1 сентября 1977 года изменён маршрут № 3: Площадь Победы — Кольцевая дорога (10 км).
28 декабря 1984 года маршрут № 1 продлён до улицы Булгакова (15 км), а в начале 1990-х годов ещё на одну станцию — Михайловская Борщаговка.
13 мая 1989 года открыта новая конечная станция на улице Старовокзальной для маршрутов № 1к (новый: «ул. Старовокзальная — ул. Булгакова (впоследствии — до станции Михайловская Борщаговка)»).
1 июня 2001 года маршрут № 1 (Дворец спорта — Михайловская Борщаговка) был закрыт. В 2005 году маршрут № 1к был переименован в № 1.
В июне 2007 года, в связи с реконструкцией участка ст. «Гната Юры» — ст. «Кольцевая дорога», был закрыт маршрут № 3, в это же время открылся маршрут № 1к ст. «Площадь Победы» — Михайловская Борщаговка. 1 августа, в связи с реконструкцией участка улица Старовокзальная — ст. «Площадь Победы» (нескоростной), закрыт маршрут № 1 (а также нескоростные маршруты 15 и 18).
8 апреля 2008 года, в связи с окончанием реконструкции участка ст. «Гната Юры» — ст. «Кольцевая дорога», был открыт маршрут № 3 (ст. «Кольцевая дорога» — ст. «Политехническая»), в это же время закрылся на реконструкцию участок ст. «Площадь Победы» — ст. «Воздухофлотская». Маршрут № 1-к укорочен до «Политехнической». Разворот трамваев осуществлялся на временном кольце около Центрального ЗАГСа.
12 октября 2008 года был закрыт участок «Политехническая» — «Бульвар Лепсе». Были закрыты маршруты № 1к и № 3, запущены новые: № 1 «Улица Старовокзальная» — Дегтяревская — Михайловская Борщаговка и № 3 «Улица Старовокзальная» — Дегтяревская — «Кольцевая Дорога». Временное разворотное кольцо разобрано.
12 июня 2009 года — закрыт временный съезд с Бульвара Лепсе на Проспект Комарова, а также участок скоростного трамвая ст. «Ивана Лепсе» — ст. «Гната Юры». Работа депо им. Шевченко, а также маршрутов 1 и 3 временно прекращена.
16 октября 2010 года были открыты станции трамвая «Кольцевая дорога», «Ромена Роллана», «Гната Юры», «Семьи Сосниных», «Политехническая», «Старовокзальная».
23 октября 2010 года была открыта станция «Индустриальная».
25 октября 2010 года были открыты станции «Полевая», «Национальный авиационный университет» и «Ивана Лепсе».
27 октября 2010 года была открыта станция «Героев Севастополя».
7 декабря 2010 года вновь закрыты на комплексную реконструкцию станции «Полевая» и «Героев Севастополя» Продлена реконструкция этих станций до 15 января 2011 года.
17 января 2011 года открыты вновь станции «Полевая» и «Героев Севастополя».
6 февраля 2011 года закрыта на ремонт станция «Национальный авиационный университет» (на данный момент открыта окончательно).
1 марта 2011 года закрыта на ремонт станция «Политехническая» (на данный момент открыта окончательно).
5 сентября 2011 года открыта станция «Площадь Победы».
22 июня 2019 года курсирование трамваев маршрутов №1 и №3 приостановлено из-за реконструкции Борщаговского путепровода. 
30 сентября 2019 года курсирование трамваев восстановлено.
В период с 23 марта по 23 мая 2020 в связи с карантинными ограничениями, трамвай №1 курсировал исключительно для отдельных категорий граждан, а трамвай №3 - не курсировал.
Во время вторжения России на территорию Украины в период с 24 февраля до 4 апреля движение трамвая №1 и №3 не осуществлялось в связи с наступлением войск РФ на Киев.

### Современное состояние и развитие
Линия обслуживается трамвайным депо имени Шевченко (ранее маршрут № 3 также обслуживало Лукьяновское депо), которое в 2005 году было перенесено с улицы Горького в центре на проспект Академика Королёва, к конечной маршрута № 1, что существенно облегчило обслуживание линии.
16 октября 2010 года линия была открыта после реконструкции. На ней было запущено три маршрута:
|  |  |

|  |  |

|  |

|  |

|  |

|  |

|  |

|  |

|  |

|  |

|  |

|  |

|  |

|  |

|  |

|  |

|  |

|  |

|  |

|  |

|  |

|  |

|  |

|  |

|  |

|  |

|  |

|  |

|  |

|  |

|  |

|  |

|  |

|  |

|  |

|  |

|  |

|  |

|  |

|  |

|  |

|  |

|  |

|  |

|  |

|  |

|  |

|  |

|  |

|  |

|  |

|  |

|  |

|  |

|  |

|  |

|  |

|  |

|  |

|  |

|  |

|  |

|  |

|  |

|  |

|  |

|  |

|  |

|  |

|  |

|  |

|  |

|  |

|  |

|  |

|  |

|  |

|  |

|  |

|  |

|  |

|  |

|  |

|  |

|  |

|  |

|  |

|  |

|  |

|  |

|  |

|  |

|  |

|  |

|  |

|  |

|  |

|  |

|  |

|  |

|  |

|  |

|  |

|  |

|  |

|  |

|  |

|  |

|  |

|  |

|  |

|  |

|  |

|  |

|  |

|  |

|  |

|  |

|  |

|  |

|  |

|  |

|  |

|  |

|  |

|  |

|  |

|  |

|  |

|  |

|  |

|  |

|  |

|  |

|  |

|  |

|  |

|  |

|  |

|  |

|  |

|  |

|  |

|  |

|  |

|  |

|  |

|  |

|  |

|  |

|  |

|  |

|  |

|  |

|  |

|  |

|  |

|  |

|  |

|  |

|  |

|  |

На линии эксплуатируются 17 станций:
- «Старовокзальная»
- «Площадь Галицкая», бывшая «Площадь Победы»
- «Политехническая»
- «Алексы Тихого» (до февраля 2020 года — «Полевая»)
- «Индустриальная»
- «Национальный авиационный университет» (до 1.11.2003 — «Гарматная»)
- «Героев Севастополя»
- «Вацлава Гавела», бывшая «Ивана Лепсе»
- «Ивана Дзюбы», бывшая «Семьи Сосниных»
- «Гната Юры»
- «Жюля Верна», бывшая «Ромена Роллана»
- «Кольцевая дорога» (в связи с постройкой ТРЦ на месте разворотного кольца посадка/высадка пассажиров не проводится)
- «Улица Василия Доманицкого», бывшая «Улица Генерала Потапова»
- «Бульвар Кольцова»
- «Улица Зодчих», бывшая «Улица Семьи Сосниных»
- «Улица Александра Махова», бывшая «Улица Жолудева»
- «Улица Булгакова»

Ещё одна станция была закрыта навсегда:
- «Воздухофлотская»

### Подвижной состав
- Tatra T3SU (не принимает участия в перевозках из-за отсутствия необходимости в эксплуатации)
- KT3UA
- К1
- К1М
- К1М8
- 71-154М (не принимает участия в перевозках из-за технических неисправностей)
- Электрон T5B64
- Каштан-2
- Pesa 71-414к

### Персоналии, внёсшие значительный вклад в строительство линии

#### Инициаторы
- Дьяконов Василий Кириллович (1913—1983)[5][7] — начальник киевского трамвайно-троллейбусного управления, административный руководитель проекта.
- Веклич Владимир Филиппович (1938—1993)[5][7] — доктор технических наук[18], директор Научно-исследовательского и конструкторско-технологического института городского хозяйства[30], технический руководитель проекта.

#### Проектанты
- Савченко Мария Павловна (1926) — главный инженер проекта[15].
- Резников В. А. — заместитель генерального директора АК «Киевпроект», руководитель проекта, реконструкции скоростного трамвая в городе Киеве[11].

#### Электротранспортники
- Белоус Дмитрий[11] — заместитель начальника киевского трамвайно-троллейбусного управления по строительству.
- Брамский Казимир Антонович[5] — начальник технического отдела киевского трамвайно-троллейбусного управления.
- Денисов Иван Васильевич (1935)[11] — начальник энергохозяйства киевского трамвайно-троллейбусного управления[14].
- Рысин Григорий[11] — главный инженер службы пути киевского трамвайно-троллейбусного управления.

## Вторая (левобережная) линия

### История
Работы по строительству второй линии Киевского скоростного трамвая были начаты в 1993 году. Сначала работы шли довольно быстрыми темпами — была быстро сооружена строительная площадка возле нынешней станции «Каштановая», туда привезли рельсы. Но вскоре появились значимые проблемы с финансированием проекта. Первый из четырёх путепроводов через трамвайную линию был сдан в эксплуатацию в 1995 году (путепровод по улице Сабурова). Остальные строились очень медленно.
Укладка рельсов осуществлялась с помощью организации «Югозападтрансстрой». К тому же на всём протяжении линии Скоростного трамвая используются железнодорожные пути, которые уложены в соответствии с железнодорожными, а не трамвайными требованиями к качеству пути.
В 1999 году руководство города дало указ закончить строительство трамвайной системы ко дню Киева в 2000 году. Но участок до станции метро «Левобережная» было явно невозможно достроить в столь короткие сроки (на тот момент времени пути даже не были уложены на всём участке, а на Троещине не было контактных проводов и станций). В связи с этим было принято решение сократить первую очередь строительства в 2 раза и открыть её в укороченном варианте.
Весной 2000 года были закончены работы по строительству трамвайного моста над проспектом Генерала Ватутина, на котором находится одноимённая конечная остановка. В начале мая 2000 года были пущены пробные трамваи, и в день города вторая линия и маршрут № 2 скоростного трамвая были торжественно открыты городским головой. Вначале по линии запустили несколько двухвагонных составов, вскоре их заменили на 2—3 вагона, которые курсировали по линии в течение всего дня.
1 августа 2000 года маршрут № 2 был продлён от станции «Милославская» по линии нескоростного трамвая № 28 до остановки «Улица Александра Сабурова».
В 2009 году движение по СТ2 прекращено, линию планировалось разобрать и заменить наземной линией метро.
В сентябре 2009 года, после запуска городской электрички, было объявлено о том, что линия скоростного трамвая будет продлена до остановочной платформы «Троещина» и запущена вновь.
В начале 2012 года начались работы по продлению скоростного трамвая до новой остановки городской электрички «Троещина-2». Маршрут заработал 25 октября в тестовом (бесплатном) режиме. Оплату за проезд стали взимать 31 января 2013 года.

### Современное состояние и станции
На скоростной линии № 2 работает 7 станций:
- «Радужный»
- «Романа Шухевича» (до 4 января 2022 года - «Генерала Ватутина»)
- «Каштановая»
- «Драйзера»
- «Сержа Лифаря» (до 2019 года - «Александра Сабурова»)
- «Цветаевой»
- «Милославская»

### Маршруты
|  |  |

|  |  |

|  |

|  |

|  |

|  |

|  |

|  |

|  |  |  |

|  |

|  |

|  |

|  |

|  |

|  |

|  |  |  |

|  |

|  |

|  |

|  |

|  |

|  |

|  |  |  |

|  |

|  |

|  |

|  |

|  |

|  |

|  |  |  |

|  |

|  |

|  |

|  |

|  |

|  |

|  |

|  |

|  |

|  |

|  |

|  |

|  |

|  |  |  |

|  |

|  |

|  |

|  |

|  |

|  |

|  |

|  |

|  |

|  |

|  |

|  |

|  |

|  |  |  |

|  |

|  |

|  |

|  |

|  |

|  |

|  |

|  |

|  |

|  |

|  |

|  |

|  |

|  |  |  |

|  |

|  |

|  |

|  |

|  |

|  |

|  |

|  |

|  |

|  |

|  |

|  |

|  |

|  |  |  |

На маршрутах № 4,5 работают вагоны с низкопольной средней вставкой Т3UA-3 «Каштан».

Маршрут № 4 обслуживается только в будние дни в час пик 10-ю одинарными вагонами или СМЕ.

Маршрут № 5 обслуживается 6-ю одинарными вагонами ежедневно с 6:00 до 22:00.

## Оплата проезда
Одна поездка на трамвае стоит 8 гривен (с 14 июля 2018).
Оплата проезда на скоростном трамвае осуществляется:
- одноразовым билетом стоимостью 8 грн;
- месячным абонементным билетом («проездным») стоимостью 390 грн либо совмещённым с другими видами транспорта;
- банковской картой с технологией бесконтактной оплаты, стоимость проезда также 8 грн;
- «Картой киевлянина».

Талоны компостируются турникетами на остановочных пунктах либо в самих трамваях. Компостер методом термопечати наносит на корешок талона широкую тёмную полосу и отметку времени. Термопечатающими («электронными») компостерами сейчас оснащены только новые трамваи («Pesa» и «Электрон»), в более старых стоят механические компостеры-дыроколы.
Некоторые пассажиры компостируют один и тот же талон дважды: один раз с помощью турникета на остановке, а второй раз — компостером-дыроколом в трамвае. Это иногда вызывает непонимание у контролёров, поскольку формально нарушает правила пользования билетом.

### Льготники
Обладатели «Карты киевлянина», имеющие право бесплатного проезда, могут использовать её для автоматизированного прохода через турникеты.

### История стоимости проезда
В советское время проезд на скоростном трамвае стоил 5 копеек, в то время как проезд на обычном трамвае стоил 3 коп., на троллейбусе — 4 коп., а на автобусе — 5 коп. Для проезда на скоростном трамвае были действительны трамвайные абонементные билеты («проездные»).
С 25 октября 2010 года разовый проездной билет стал стоить 1,50 гривен. Вход на станции стал возможен через турникеты с электронными компостерами. Билет можно приобрести в билетных кассах на остановках линии скоростного трамвая либо в салоне у водителя на остановках.
С 7 февраля 2015 года стоимость разового проездного билета повысилась до 3 грн. Его можно приобрести в билетных кассах на остановках линии скоростного трамвая. Стоимость месячного проездного составила 130 грн.
С 27 февраля 2016 года для оплаты проезда введён новый билет на термобумаге со специальной маркировкой, приобретённый только в кассах Борщаговской линии скоростного трамвая. Это сделано для предотвращения использования разовых проездных билетов городского транспорта по несколько раз. Новые билеты также действительны для оплаты за проезд в наземном общественном транспорте Киева: автобусах, троллейбусах, трамваях, но не наоборот.
С 15 июля 2017 года стоимость разового проездного билета повысилась до 4 грн, а месячного проездного — до 170 грн.
14 июля 2018 стоимость проезда снова повысилась: разовый билет — 8 грн, месячный проездной — 390 грн.

## Хищения
- Задержан бизнесмен Александр Падалко 28 мая 2010 года за хищение 31 млн гривен госсредств со строительства скоростного трамвая[38].
- Милиция задержала четырёх подозреваемых в хищении 23,6 млн гривен при реконструкции третьей линии (маршрут № 3) скоростного трамвая в 2008—2009 годах по двум статьям УК 209, 255[39][40].